# Inxent
Inxent (Nederlands: Enessem) is een gemeente in het Franse departement Pas-de-Calais (regio Hauts-de-France) en telt 158 inwoners (1999). De plaats maakt deel uit van het arrondissement Montreuil.

## Naam
De plaatsnaam heeft een Oudnederlandse herkomst. De oudste vermelding is uit het jaar 838 als Anineshem. Het betreft een samenstelling, waarbij het eerste element een afleiding is van een persoonsnaam + -heem (woonplaats, woongebied, dorp, buurtschap). De huidige Franstalige plaatsnaam is hiervan een fonetische nabootsing.
De spelling van de naam van het dorp heeft door de eeuwen heen gevarieerd. Chronologisch heette het achtereenvolgens: Hainnessendae (1042); Enessem (1224); Ynesent (1257); Ainessent (1261); Hincssent (1424); Inessent (1488); Ynessent (1512); Iquessent (1535); Inquessent (1553); Inquechem (1559); Inghessem (1559); Inquessent (1562); Ingsent (1586); Inquesant (1730), Hierna kreeg en behield het zijn huidige naam en spellingswijze.
De naam van de gemeente luidt in het Frans-Vlaams: Enessem. .

## Geografie
De oppervlakte van Inxent bedraagt 3,7 km², de bevolkingsdichtheid is 42,7 inwoners per km².

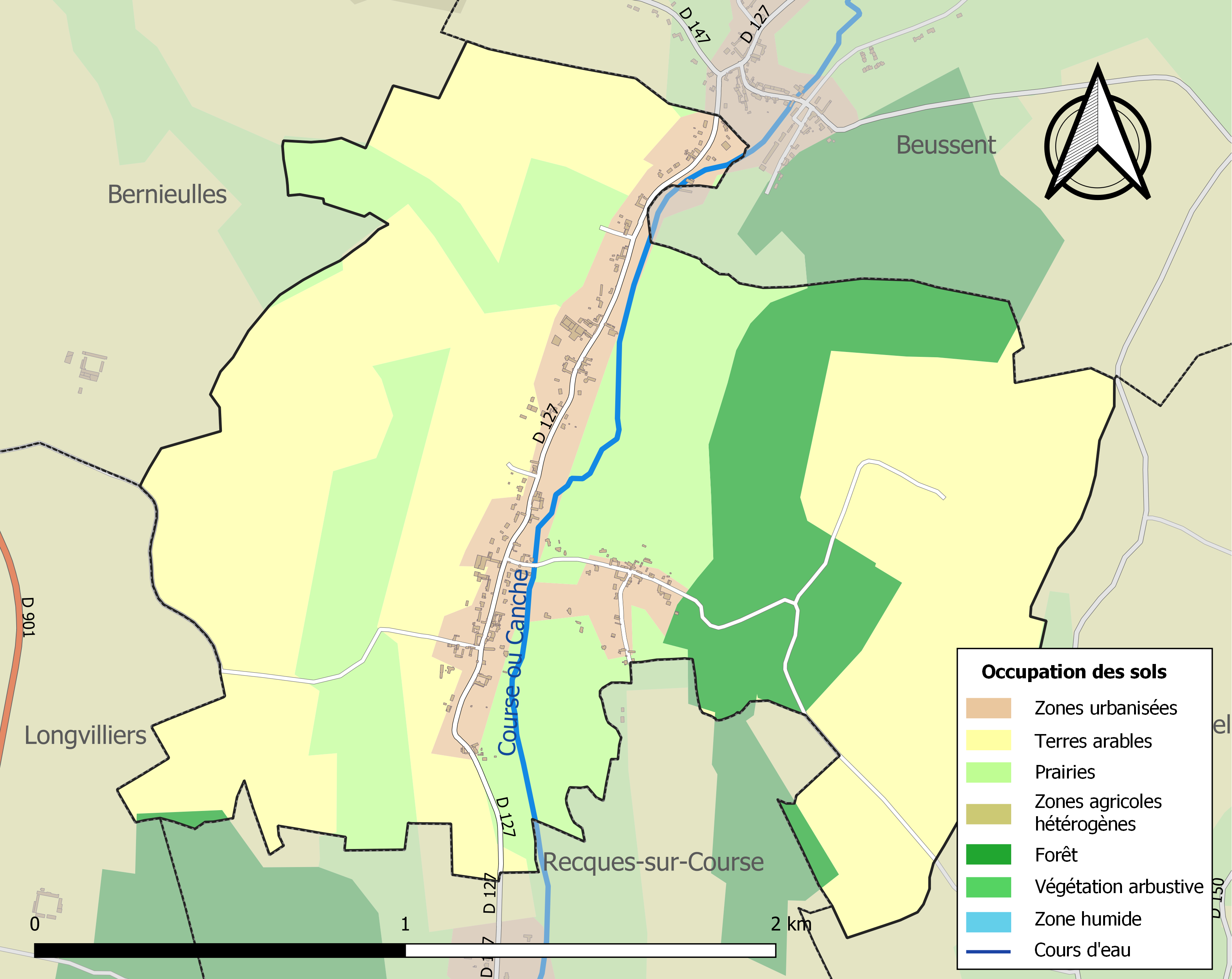
Kaart van de gemeente met de belangrijkste infrastructuur, bodemgebruik en omliggende gemeenten

## Demografie
Onderstaande figuur toont het verloop van het inwonertal (bron: INSEE-tellingen).